# Artamidae
Famille
Les Artamidae sont une famille de passereaux présents en Océanie.

## Taxinomie
À la suite de la publication de diverses études phylogéniques sur les passereaux corvoïdes d'Australie et Nouvelle-Guinée, notamment Norman et al. (2009), Jønsson et al. (2010), Jønsson et al. (2011), et al. (2014), Schodde & Christidis (2014), qui montrent que les Artamidae et les Cracticidae appartiennent à un même clade monophylétique, le Congrès ornithologique international fusionne l'ancienne famille des Cracticidae dans la famille des Artamidae à partir de la version 4.3 (2014) de sa classification.

### Liste des espèces
D'après la classification de référence (version 14.2, 2024) du Congrès ornithologique international (ordre phylogénique) :
- Artamus fuscus – Langrayen brun
- Artamus leucorynchus – Langrayen à ventre blanc
- Artamus mentalis – Langrayen des Fidji
- Artamus monachus – Langrayen à tête noire
- Artamus maximus – Grand Langrayen
- Artamus insignis – Langrayen des Bismarck
- Artamus personatus – Langrayen masqué
- Artamus superciliosus – Langrayen bridé
- Artamus cinereus – Langrayen gris
- Artamus cyanopterus – Langrayen sordide
- Artamus minor – Petit Langrayen
- Peltops blainvillii – Peltopse des plaines
- Peltops montanus – Peltopse des montagnes
- Melloria quoyi – Cassican des mangroves
- Gymnorhina tibicen – Cassican flûteur
- Cracticus torquatus – Cassican à collier
- Cracticus argenteus – Cassican à dos argent
- Cracticus mentalis – Cassican à dos noir
- Cracticus nigrogularis – Cassican à gorge noire
- Cracticus cassicus – Cassican à tête noire
- Cracticus louisiadensis – Cassican de Tagula
- Strepera graculina – Grand Réveilleur
- Strepera fuliginosa – Réveilleur noir
- Strepera versicolor – Réveilleur cendré